# Stoebe montana
Stoebe montana là một loài thực vật có hoa trong họ Cúc. Loài này được Schltr. ex Levyns miêu tả khoa học đầu tiên năm 1937.